# Akut myeloid leukæmi
 Denne artikel bør gennemlæses af en person med fagkendskab for at sikre den faglige korrekthed.

Akut myeloid leukæmi (AML) er en kræftsygdom med oprindelse i blodets stamceller. Sygdommen ses i alle aldersgrupper men rammer fortrinsvis ældre mennesker. I Danmark er gennemsnitsalderen ved debut 67 år.  
Behandlingen kan variere fra strålebehandling til kemoterapi, men oftest vil der benyttes en kombination. Knoglemarvstransplantation benyttes oftere i forbindelse med kroniske former for leukæmi, og her kan der være tale om at patienten selv er donor, ved at tage noget af patientens raske knoglemarv og sprøjte ind i patienten selv. Ellers benyttes en udefrakommende donor.
Når leukæmien er behandlet skal patienten som regel tjekkes ofte i 6-12 måneder og ved en eventuel tilbagekomst af sygdommen vil behandlingen blive genoptaget.
| Sygdom | Spire Denne artikel om sygdom er en spire som bør udbygges. Du er velkommen til at hjælpe Wikipedia ved at udvide den. |